# جيم كاين (لاعب كرة قدم أمريكية)
جيم كاين (بالإنجليزية: Jim Kane)‏ هو لاعب كرة قدم أمريكية أمريكي، ولد في 28 نوفمبر 1896 في روتشستر في الولايات المتحدة، وتوفي بنفس المكان في 10 أبريل 1976.

## وصلات خارجية
- جيم كاين على موقع مرجع كرة القدم المحترفة.كوم (الإنجليزية)
- جيم كاين على موقع JustSportsStats.com (الإنجليزية)